# Sebastian Arcelus
Sebastian Carlos Arcelus (Nova Iorque, 5 de novembro de 1976) é um ator norte-americano, conhecido pela participação na série House of Cards.